# Paratextualidad (teoría literaria)
La paratextualidad es la segunda categoría de la transtextualidad expuesta por Gérard Genette. Aunque las cinco categorías quedan bien definidas desde Palimpsestos, no es sino hasta 1987, en su libro Umbrales, que Genette elabora de manera amplia un estudio sobre la segunda clase: paratextualidad.

## Concepto
En la introducción de este libro, Genette explica que si bien una obra literaria consiste en un texto verbal con una determinada significación, este texto no se presenta sin el acompañamiento y refuerzo de ciertas producciones “que no sabemos si debemos considerarlas o no como pertenecientes al texto, pero que en todo caso lo rodean y lo prolongan precisamente por presentarlo”. En Palimpsestos, Genette enumera: “título, subtítulo, intertítulos, prefacios, epílogos, advertencias, prólogos, etc.; notas al margen, a pie de página, finales; epígrafes; ilustraciones; fajas, sobrecubierta, y muchos otros tipos de señales accesorias, autógrafas o alógrafas”, etcétera. Así, es pertinente considerar que sólo mediante el contacto directo con el paratexto un lector puede acercarse a una obra literaria, y que el paratexto no sólo marca, sino que también ocupa el umbral del texto, y, de manera paradójica, enmarca y al mismo tiempo constituye la obra para los lectores.
En Umbrales, Genette explora los modos en los que diferentes tipos de paratextos ayudan a acumular sentidos por su relación con el texto, aunque es importante notar que la misma naturaleza liminal de estos elementos puede cuestionar la pertinencia de un aspecto determinado en la segunda categoría de la transtextualidad. De este modo, el paratexto tiene diversas funciones que guían a los lectores y establecen las intenciones del texto, al establecer, por ejemplo, cómo debe ser leído, o cómo no debe leerse.
Para describir de manera más puntual o que se entiende por paratexto, Genette explica que el paratexto de una obra literaria se compone de un peritexto y un epitexto.

## Tipos de paratextualidad

### Peritexto
El peritexto se refiere a lo que se encuentra de forma visual, por lo general a partir del criterio editorial, en un libro (ilustraciones, nombre del autor, epígrafes, prefacios, epílogos, etcétera), y por medio de lo cual el volumen puede ser “editado y reeditado, y propuesto al público bajo una o varias presentaciones”.  Ésta es la parte del paratexto que le da presencia a la obra, pues “asegura su existencia en el mundo, su ‘recepción’ y su consumo, bajo la forma (al menos en nuestro tempo) de un libro. [Es] aquello por lo cual un texto se hace libro y se propone como tal a sus lectores, y, más generalmente, al público”.
En términos de las implicaciones que un paratexto puede conllevar, se puede pensar que no es una cuestión de indiferencia si un texto está dedicado “A la Reina” o “A las masas”, y las resonancias pueden ser de carácter intertextual, incluso.  Por ejemplo: el epígrafe del poema “The Hollow Men”, de T.S. Eliot, reza “Mistah Kurtz – he dead”,  con lo que se remite a la novela Heart of Darkness, lo que ayuda a que el lector tenga en cuenta las resonancias de ese otro texto y a que descubra ciertas implicaciones dentro del poema mismo. A continuación se presentan algunos ejemplos de peritexto: 
Ejemplos
- Subtítulo
- Seudónimo
- Prólogo
- Dedicatoria
- Epígrafes
- Notas
- Epílogo

### Epitexto
Genette define el segundo componente del paratexto, el epitexto, como “todo elemento paratextual que no se encuentra materialmente anexado al texto en el mismo volumen, sino que circula en cierto modo al aire libre, en un espacio físico y social virtualmente limitado”.  Esto se puede componer de entrevistas, anuncios publicitarios, reseñas de críticos, cartas privadas y cualquier otra discusión autoral y editorial, que se halle

en cualquier lugar fuera del libro; por ejemplo en diarios y revistas, emisiones de radio y televisión, conferencias y coloquios, todas producciones públicas eventualmente conservadas en registros o compilaciones impresas: entrevistas y conversaciones reunidas por el autor o por un mediador, actas de coloquios, compilaciones de autocomentarios
Gérard Genette, Umbrales

No obstante, un epitexto puede inscribirse posteriormente en el peritexto, como cuando las entrevistas originales de determinado autor (epitexto público) se incluyen en alguna edición posterior a la primera, o como sucedió con las cartas entre George Orwell y Aldous Huxley (epitexto privado), que algunas ediciones reproducen a modo de epílogo de Brave New World. A continuación se presentan algunos ejemplos de epitexto:
Ejemplos
- Reseñas
- Recensiones y notas críticas
- Cartas
- Entrevistas
- Diarios íntimos
- Conversaciones